# Money Sucks, Friends Rule
Money Sucks, Friends Rule - debiutancki album studyjny amerykańskiego producenta muzyki elektronicznej Dillona Francisa. Przy tworzeniu albumu Francisowi pomagali m.in. DJ Snake, Twista, Martin Garrix oraz Brendon Urie z Panic! at the Disco. Album został wydany 27 października 2014 przez Mad Decent i Columbia Records.

## Lista utworów
| Nr  | Tytuł utworu                                                                   | Tekst | Produkcja                                    | Długość |
| --- | ------------------------------------------------------------------------------ | --- | -------------------------------------------- | ------- |
| 1.  | „All That” (featuring Twista i The Rej3ctz)                                    | Dillon Francis, Niles Hollowell-Dhar, Petros Anastos-Prastacos, Warren Ben Baker, Carl Terrell Mitchell, Leroy Barnes, Jovan Clayton | Dillon Francis, The Cataracs                 | 3:09    |
| 2.  | „Get Low” (z DJ-em Snake'm)                                                    | Dillon Francis, William Grigahcine                                                                                                   | Dillon Francis, DJ Snake                     | 3:32    |
| 3.  | „When We Were Young” (z Sultan + Ned Shepard featuring The Chain Gang of 1974) | Dillon Francis, Ned Shepard, Ossama Al-Sarraf, Kamtin Mohager                                                                        | Dillon Francis, Sultan + Ned Shepard, Oligee | 3:19    |
| 4.  | „Set Me Free” (z Martinem Garrixem)                                            | Dillon Francis, Martijn Garritsen | Dillon Francis, Martin Garrix                | 4:07    |
| 5.  | „Drunk All the Time” (featuring Simon Lord)                                    | Dillon Francis, Oliver Goldstein, Simon William Lord                                                                                 | Dillon Francis                               | 3:47    |
| 6.  | „Love in the Middle of a Firefight” (featuring Brendon Urie)                   | Dillon Francis, Mathieu Jomphe-Lepine, Joshua Coleman, Brendon Urie                                                                  | Dillon Francis, Billboard, Ammo              | 3:19    |
| 7.  | „Not Butter”                                                                   | Dillon Francis | Dillon Francis                               | 4:01    |
| 8.  | „I Can't Take It”                                                              | Dillon Francis | Dillon Francis                               | 4:22    |
| 9.  | „We Are Impossible” (featuring The Presets)                                    | Dillon Francis, Oliver Goldstein, Julian Hamilton                                                                                    | Dillon Francis, Oligee                       | 3:35    |
| 10. | „We Make It Bounce” (featuring Major Lazer i Stylo G)                          | Dillon Francis, Thomas Pentz, Jason McDermott                                                                                        | Dillon Francis, Major Lazer                  | 4:10    |
| 11. | „What's That Spell” (featuring TJR)                                            | Dillon Francis, Thomas Joseph Rozdilsky                                                                                              | Dillon Francis, TJR                          | 4:26    |
| 12. | „Hurricane” (featuring Lily Elise)                                             | Dillon Francis, Dan Nigro, Oliver Goldstein, Leah Hayes                                                                              | Dillon Francis, Oligee                       | 3:35    |
|     |                                                                                | |                                              | 45:22   |

## Notowania na listach
| Lista (2013/14)                             | Najwyższa pozycja |
| ------------------------------------------- | ----------------- |
| Australia (Top 50 Albums)                   | 33                |
| Wielka Brytania - UK Dance (OCC)            | 7                 |
| Stany Zjednoczone (Billboard 200)           | 40                |
| Stany Zjednoczone (Dance/Electronic Albums) | 2                 |